# Coendou nycthemera
Coendou nycthemera és una espècie de mamífer rosegador de la família dels porcs espins del Nou Món. És endèmic de la conca de l'Amazones (Brasil). Es tracta d'un animal nocturn i herbívor. El seu hàbitat natural són els boscos primaris tropicals de plana i, possiblement, els boscos secundaris madurs. Es desconeix si hi ha cap amenaça significativa per a la supervivència d'aquesta espècie.